# Lago Chamo
O Lago Chamo (Chamo Hayk em amárico) é um lago localizado na Região das Nações, Nacionalidades e Povos do Sul, sul da Etiópia. Está situado no Vale do Rift a uma altitude de 1 110 metros, logo ao sul do Lago Abaya e da cidade de Arba Minch e leste das Montanhas Guge.